# Алексеев, Николай Григорьевич
Николай Григорьевич Алексеев (21 мая 1920, Перенежье, Барятинский район, Калужская область, РСФСР) — советский и российский специалист в области библиотековедения и информатики в библиотечном деле.

## Биография
Родился 21 мая 1920 года в Перенежье. В 1941 году был призван на фронт и прошёл всю войну. После демобилизации, с 1946 по 1948 год учился в Военной академии химической защиты. В 1950 году устроился на работу в Физико-технический институт и проработал вплоть до 1969 года. В 1973 году устроился на работу в БЕН и занимал должность и.о. заместителя директора вплоть до 1978 года, после 1978 года занимал различные должности там же. Являлся пионером внедрения в библиотечное дело автоматизированных процессов.

## Научные работы
Основные научные работы посвящены автоматизации библиотечных процессов. Автор свыше 160 научных работ.